# Cappella di Santa Maria Assunta (L'Amorosa)
La cappella di Santa Maria Assunta è un edificio religioso situato nella località L'Amorosa, nel comune di Sinalunga, in provincia di Siena e diocesi di Montepulciano-Chiusi-Pienza.

## Descrizione
Ha una facciata seicentesca particolarmente ricca nelle decorazioni realizzate in laterizio che risaltano sull'intonaco di fondo. Al termine del tetto a capanna è posto un campanile a vela con bifora campanaria.
L'interno è ad un'unica navata.

## Opere
- Madonna in trono col Bambino tra le Sante Maria Maddalena e Caterina da Siena, affresco, prima metà del XVI secolo.
- Madonna col Bambino, San Giovannino e i Santi Caterina, Bernardino e Francesco di Francesco Rustici, XVII secolo (sulla parete dell'altare destro).
- Madonna col Bambino di Lorenzo Feliciati, seconda metà del XVIII secolo (oggetto di profonda devozione, inserito in una cassa lignea processionale).